# Sannio Piedirosso
Il Sannio Piedirosso è un vino DOC la cui produzione è consentita nella provincia di Benevento.

## Caratteristiche organolettiche
- colore: rubino più o meno intenso, brillante
- odore: vinoso, caratteristico, gradevole
- sapore: asciutto, armonico, a volte morbido

## Produzione
Provincia, stagione, volume in ettolitri
- nessun dato disponibile